# 姚虞琴
姚虞琴（1867年—1961年），名景瀛，字渔吟，以字行，浙江省仁和县亭趾镇（今属杭州市临平区运河街道）人。中华人民共和国国画家。

## 生平
晚清经学大师俞樾是姚虞琴的姑表叔。幼时，姚虞琴居于仁和县亭趾镇（今属杭州市临平区运河街道）。少时接受当地秀才沈任启蒙，但早年科举未第，外出谋生。25时，姚虞琴前往湖北汉口的湖北水泥廠、造币厂工作约十五年。40岁起，在湖南银行汉口分行任襄理约十年。
50岁时，姚虞琴赴上海任公茂盐栈协理，至此在上海定居。抗日战争期间，杭县沦陷，姚虞琴拒绝主持带有汉奸性质的杭县維持會。伪南京政府监察院院长梁鴻志邀请姚虞琴参加伪政府，亦拒绝，以卖画度日。
1960年，上海中国画院正式成立，姚虞琴担任画师。又任中國美術家協會上海分会会员，上海市文史馆馆员，国民党革命委员会成员。
姚虞琴擅长中国画，兼及书法、诗文，其中尤擅画兰、画梅、画竹。姚虞琴也与吴湖帆、黄葆钺、张大壮并称沪上四大鉴定家。他与吳昌碩关系友好，两人相约百年以后同葬超山伴梅眠。吴于1931年冬移葬于超山北麓之大明堂西侧。1962年，姚虞琴归葬于超山南麓之海云洞西侧。

## 延伸阅读
- 胡海兵. 姚虞琴的书画人生[J]. 书与画, 2017.